# Народная русская азбука
«Народная русская азбука» — серия научно-популярных брошюр российского экономиста Ф. В. Езерского, издававшихся на протяжении 1908—1915 гг. Содержит критику русского дореформенного правописания, теоретическое обоснование необходимости его модернизации, а также авторский проект реформы русской азбуки на основе ранее созданного Езерским проекта универсального международного алфавита.
Актуальность работы в начале ХХ века заключалась в необходимости введения в России всеобщего начального образования, а также связана с проходившей в то время дискуссией об упрощении правописания. Рассматривается польза от потенциальной реформы орфографии, которая, по мнению автора, продолжила бы логику соответствующих петровских преобразований.
Замысел автора заключался в радикальном изменении алфавита путём упразднения избыточных букв и объединения с латинским. Реформа мотивировалась удобством, простотой и удешевлением как процесса обучения, так и издательской деятельности, а её главной миссией было постепенное движение к общемировому алфавиту. Предложенное решение включало в себя смешанный кириллическо-латинский алфавит из 24 букв, систему диакритических знаков, а также авторскую методику преподавания реформированной азбуки.
Идеи Езерского не нашли поддержки ни со стороны его современников, ни со стороны академического сообщества, а предложенный проект в целом так и не был осуществлён. В настоящее время проект Езерского представляет лишь исторический интерес и рассматривается не только в связи с общественной дискуссией об упрощении правописания, но и популярным на рубеже XIX—XX движением за создание всемирного языка.

## Предыстория

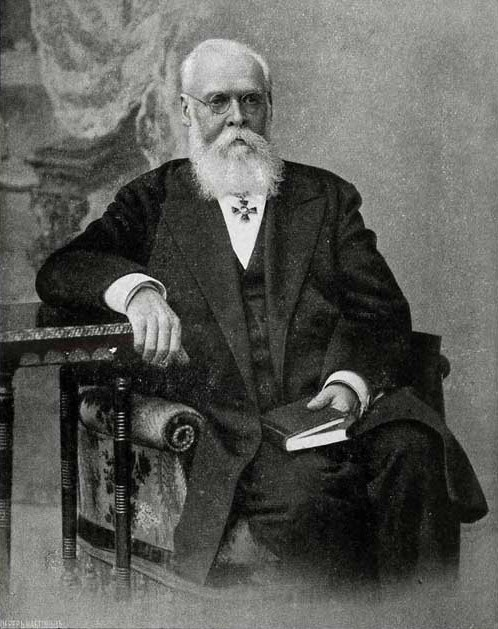
Ф. В. Езерский — автор проекта.

Русский язык уже много веков тесно связан с кириллицей. При этом попытки перевода русской азбуки на латинскую графику также имеют долгую историю. Движение за латинизацию русской письменности стало зарождаться ещё при Петре I — введённый им в начале XVIII века гражданский шрифт зачастую рассматривается как частичная латинизация старославянской кириллицы.
Проекты латинизации русского письма предлагались и на протяжении XIX века, однако ни один из них так и не достиг успеха. Однако к 1870-м гг. дискуссии вокруг орфографических реформ обострились, усилилось противостояние сторонников и противников реформ письменности, вопрос о преодолении «алфавитной привычки» становился всё более актуальным.
Свой вклад в дискуссию об орфографии внёс Ф. В. Езерский — выдающийся российский бухгалтер, действительный статский советник, создатель «тройной» системы бухгалтерии, руководитель курсов счетоводов. Езерский специализировался на создании пособий и справочников для народа по наиболее актуальным прикладным дисциплинам. Эти небольшие по объёму книги предполагали быстрое освоение на базовом уровне простых и перспективных в новых экономических условиях специальностей. В основном это были пособия по разным отраслям счетоводства, применимого в банках, на фабриках, в торговле, земской статистике и других сферах. При этом область интересов Езерского на этом ограничивалась экономикой: он писал о языке, о нравственности, трезвости, совести, хулиганстве, народном благосостоянии, о душе, о конструкции конторских счёт и т. д.
Езерский не был филологом, но, по его словам, ещё до публикации своего первого труда участвовал в педагогических кружках в Санкт-Петербурге, обсуждавших среди прочих вопрос об упрощении правописания. Уже в то время появлялись отдельные предложения об исключении из русской азбуки ряда затруднявших её освоение букв, однако тогда деятельность этих кружков не привела к какому-либо практическому результату.

## Проект международного алфавита

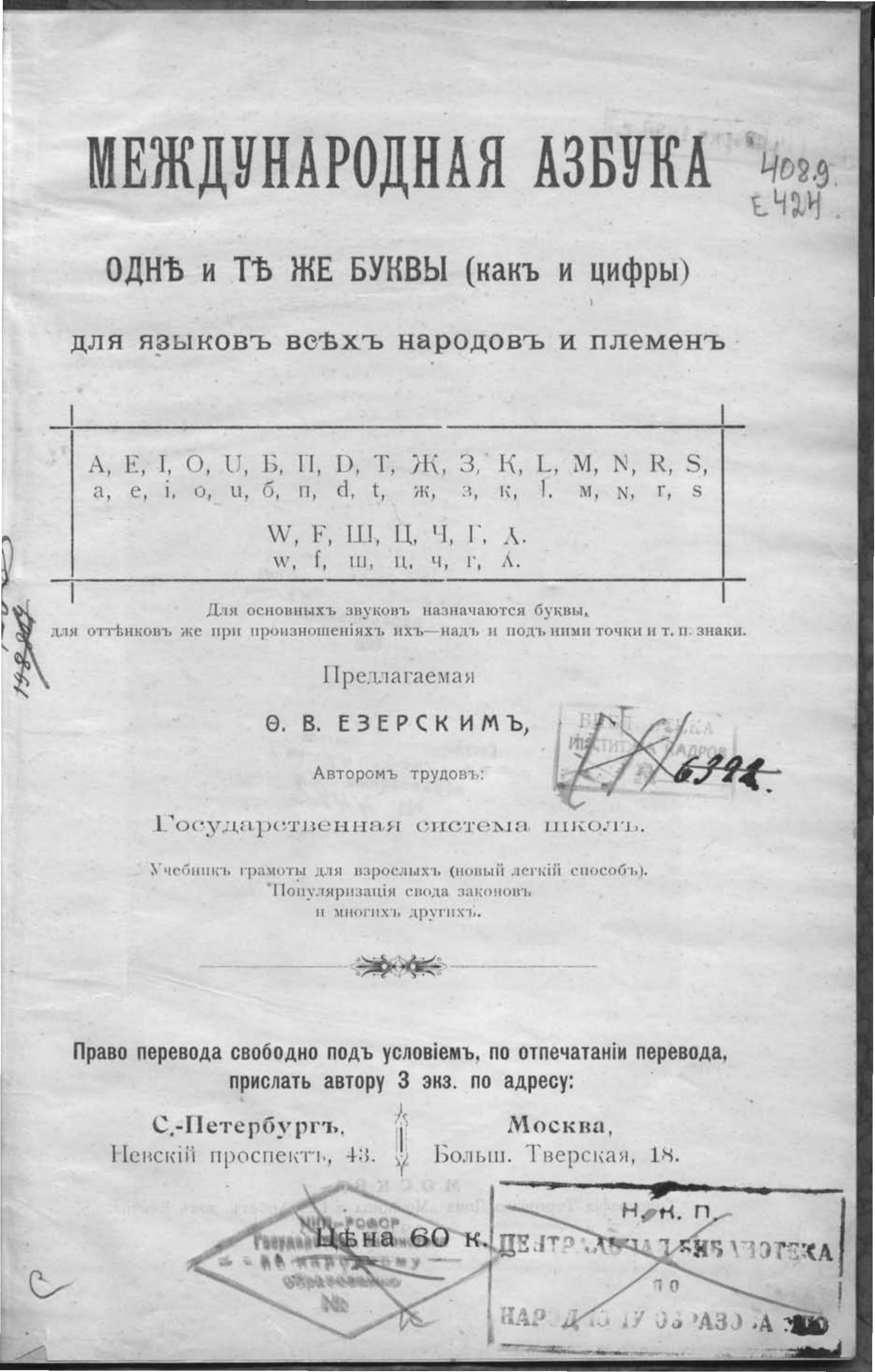
Титульный лист издания 1908 года.

На рубеже XIX—XX вв. стало набирать популярность движение за создание всемирного языка и, как следствие, за сближение между собой языков и алфавитов. Езерский был вдохновлён этой идеей и на волне этого движения он выпустил брошюру под названием «Международная азбука», где отметил изобретённый И. М. Шлейером язык волапюк, а также представил свой проект универсального алфавита, целью которого было создание единой системы письма для всех языков мира по аналогии с арабскими цифрами. 
Первое издание этой работы было выпущено не для продажи, а для раздачи педагогам и литераторам с просьбой высказать своё мнение о предложенном автором алфавите. Затем «Международная азбука» публиковалась в журнале «Практическая жизнь» (под редакцией самого Езерского), а с 1908 года снова стала выходить отдельной брошюрой. По замыслу автора, новый алфавит позволил бы упростить международное общение и изучение технических дисциплин, отмечая, что:

Осуществление столь высокой задачи, как принятие для всех языков одинаковых букв, потребует, может быть, целого столетия, но первый камень в этом огромном здании должен быть положен кем-либо. <…> Этот первый почин ближе всего можем и должны сделать мы — русские, — ибо наш алфавит моложе других, правописание наше еще не упрочено, не установлено, наши книжные запасы еще бедны. Терять тут нечего. Запасы сохранятся.
Оригинальный текст (рус. дореф.)Осуществленіе столь высокой задачи, какъ принятіе для всѣхъ языковъ одинаковыхъ буквъ, потребуетъ, можетъ-быть, цѣлаго столѣтія, но первый камень въ этомъ огромномъ зданіи долженъ быть положенъ кѣмъ-либо. <…> Этотъ первый починъ, ближе всего, можемъ и должны сдѣлать мы, русскіе, ибо нашъ алфавитъ моложе другихъ, правописаніе наше еще не упрочено, не установлено; наши книжные запасы еще бѣдны. Терять тутъ нечего. Запасы сохранятся

В своей работе Езерский для создания международного алфавита предложил синтез латинской и кириллической графики, отобрав, по его мнению, наиболее однозначные и функциональные знаки. Автор старался использовать общие для многих языков буквы (например, Аа, Оо, Ее и т. д.), а при наличии альтернативы отдавал предпочтение наиболее простым и экономичным начертаниям (например, Ff вместо Фф). Особое внимание уделялось исключению графических конфликтов: так кириллическая Жж была выбрана вместо латинских Gg и Jj из-за их неоднозначного чтения в разных языках, а из-за возможной путаницы автор отказался и от латинских Cc и Vv.
Особенностью данного проекта стала буква ⅄ (перевёрнутый Y), которая заменяла собой Хх (кириллическую ха и латинский икс) и латинскую Hh. Её включение в алфавит виделось автору некоторым недостатком новой азбуки, учитывая что на тот момент она не встречалась ни в одной из существующих систем письма. Однако её добавление он обосновывал всё теми же вышеописанными соображениями: новый знак позволил бы избегать неоднозначности между вышеупомянутыми буквами, и в то же время частично повторял их внешний вид (для строчного начертания предлагалось использовать капительный вариант).
Езерский радикально пересмотрел порядок букв новой азбуки, расположив их по принципу фонетического родства: сначала базовые гласные, затем парные согласные, а затем все остальные. Такой подход, по замыслу автора, должен был упростить обучение грамоте. В результате новый алфавит должен был состоять из 24 букв и имел бы следующий вид:
| Прописные буквы | Прописные буквы | Прописные буквы | Прописные буквы | Прописные буквы | Прописные буквы | Прописные буквы | Прописные буквы | Прописные буквы | Прописные буквы | Прописные буквы | Прописные буквы | Прописные буквы | Прописные буквы | Прописные буквы | Прописные буквы | Прописные буквы | Прописные буквы | Прописные буквы | Прописные буквы | Прописные буквы | Прописные буквы | Прописные буквы | Прописные буквы |
| --------------- | --------------- | --------------- | --------------- | --------------- | --------------- | --------------- | --------------- | --------------- | --------------- | --------------- | --------------- | --------------- | --------------- | --------------- | --------------- | --------------- | --------------- | --------------- | --------------- | --------------- | --------------- | --------------- | --------------- |
| A               | E               | I               | O               | U               | Б               | П               | D               | T               | Ж               | З               | К               | L               | M               | N               | R               | S               | W               | F               | Ш               | Ц               | Ч               | Г               | ⅄               |
| Строчные буквы  |                 |                 |                 |                 |                 |                 |                 |                 |                 |                 |                 |                 |                 |                 |                 |                 |                 |                 |                 |                 |                 |                 |                 |
| a               | e               | i               | o               | u               | б               | п               | d               | t               | ж               | з               | к               | l               | м               | n               | r               | s               | w               | f               | ш               | ц               | ч               | г               | ᴧ               |

Езерский не считал, что начертания строчных букв должны отличаться от прописных, считая это скорее педагогической помехой, чем эстетической необходимостью. При этом в своём проекте он пытался учесть два противоположных требования: с одной стороны он стремился унифицировать начертания обоих вариантов, используя капительные варианты букв, такие как n, m, u и т. д., а с другой — сохранить читаемость строки за счёт использования выносных элементов: b, d, f, t и т. д. В связи с этим Езерский предложил обратный подход, а именно: принять начертания строчных букв для прописных, например: бб и т. д. Исключение он сделал лишь для буквы Аа, имевшей две формы как в латинице, так и в кириллице. С учётом всех этих требований окончательный вариант алфавита содержал бы 25 начертаний для 24 букв:
Однако в целом автор считал этот компромисс не столь существенным в сравнении с фонетической однозначностью: каждая буква нового алфавита должна была строго соответствовать одному «основному» звуку, что исключало вариативное чтение знаков в разных языках. Езерский чётко разделял «основные звуки», которые должны были обозначаться отдельными буквами, а также «оттенки» их произношения. Автор сознательно отказался от введения отдельных букв для этих «оттенков», стремясь к созданию компактного алфавита. В качестве негативного примера он приводит проект «общеславянской азубки» А. Ф. Гильфердинга (1871), которая состояла из 61 буквы. Езерский критиковал такой подход, отмечая, что многие знаки использовались лишь в отдельных славянских диалектах, что превращало систему, по его выражению, скорее в «сборник букв», чем в практичный алфавит. 
Для передачи звуков, соответствующие буквы для которых отсутствовали в основном алфавите, а также для обозначения «оттенков» произношения отдельных звуков Езерский предусмотрел систему диакритических знаков. Всего в брошюре представлены десять таких обозначений, однако то, какие из них должны применяться, предполагалось решать в зависимости от потребностей конкретного языка:
1. точка сверху — смягчённое произношение предшествующей согласной, например: ⟨я⟩ → ⟨ȧ⟩, ⟨ю⟩ → ⟨u̇⟩ и т. д.;
2. две точки сверху — твёрдое произношение предшествующей согласной: бïl (былъ), бiл (билъ) и т. д.;
3. черта сверху — объединение двух букв в одну, например: i͞uwenes (Juvenes), i͞unoша (юноша) и т. д.;
4. кратка — неслоговой характер гласных: Aleкseĭ (Алексей) и т. д.;
5. акут — закрытое произношение, например: éto (это, а не «ето»);
6. гравис — открытое произношение;
7. циркумфлекс — долгота[англ.], например: цîгe (Ziege) и т. д.;
8. перевёрнутая запятая снизу — назализация (носовое произношение);
9. перевёрнутая запятая сверху — аспирация (придыхание);
10. размещение одной буквы над другой, например: ⟨uͤ⟩, ⟨oͤ⟩ и т. д.

В системе Езерского буква без диакритики по умолчанию подразумевала твёрдый вариант звука, за исключением Ll, которая без дополнительных знаков читалась как мягкая, то есть на примере русского языка: kon (конъ) и koɴ̇ (конь), но при этом kol (коль) и kol̈ (колъ) и т. д. Этот принцип совпадал с подходом К. М. Кадинского в его проекте русской латиницы, где -⟨l⟩ на конце слога обозначал смягчённый звук /lʲ/, в то время как твёрдый /ɫ/ выражался через -⟨ll⟩, например: col (коль), coll (колъ) и т. д.
Всё вышесказанное относилось только к печатному шрифту, тогда как вопрос создания рукописного варианта алфавита автор считал второстепенным, оставляя его на изучение специалистам в области стенографии.

## Обоснование

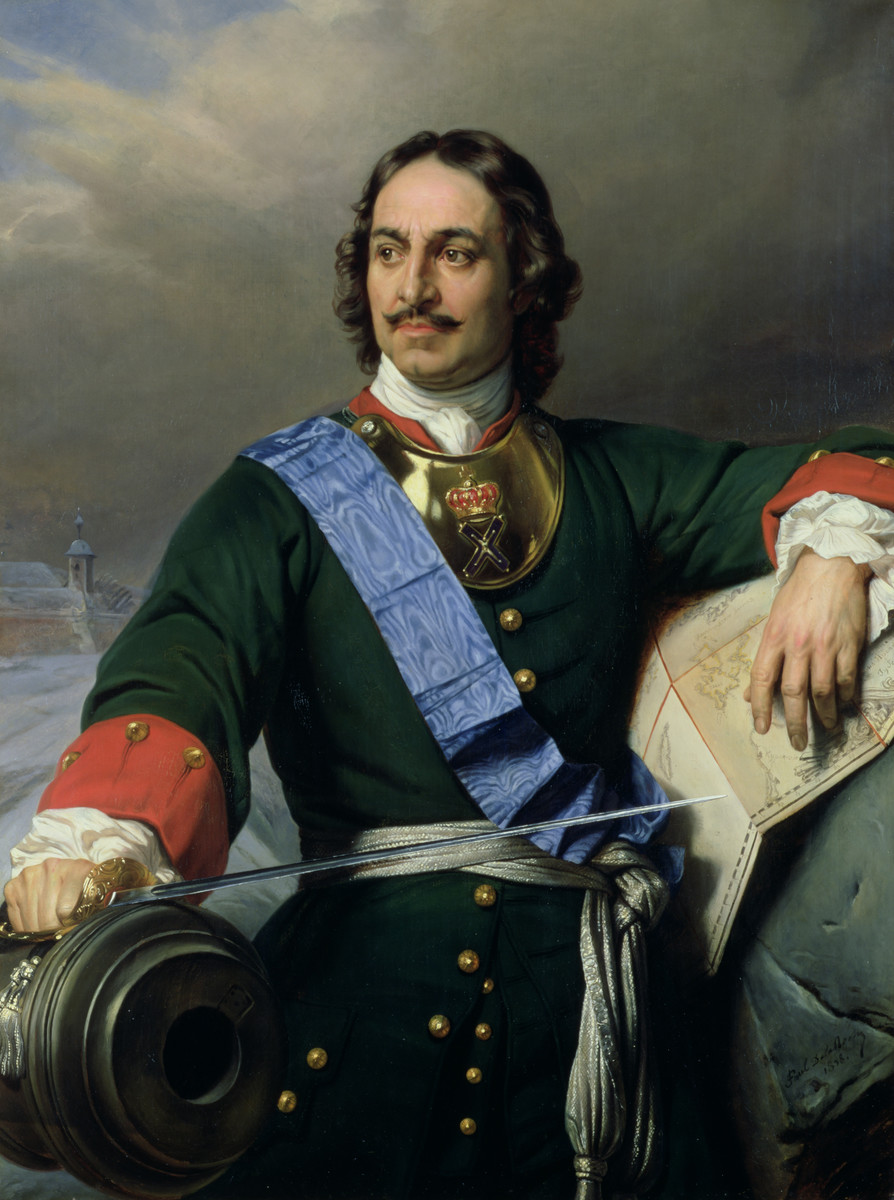
Пётр I — реформатор русского алфавита.

Идея введения в России всеобщего начального образования активнейшим образом обсуждалась начиная с последней четверти XIX века. В это же время с активизацией обучения грамоте возникла и идея упрощения русской орфографии в связи. Трудности, с которыми сталкивались учащиеся при усвоении орфографических правил, заставляли педагогов задуматься об их упрощении. При этом вопрос о латинице как о возможной замене кириллицы на заседаниях орфографических комиссий не обсуждался, хотя в этот период он не только не утратил своей актуальности, но получил дальнейшее развитие.
Недовольство чрезмерной сложностью русского правописания приводило к появлению отдельных энтузиастов, предлагавших свои проекты орфографической реформы. В их числе был и Езерский, который предложивший самый радикальный проект подобного рода. Он указывал на низкий уровень грамотности жителей Российской империи, ссылаясь на результаты переписи 1897 года, и при этом он осуждал консерваторов, препятствовавших осуществлению реформы:

Правда, надо сказать и то, что, с другой стороны существуют русские богатыри, спящие могучим богатырским сном, не слыша, не зная и не подозревая, что у них, выражаясь речью дедушки Крылова, «деревня между глаз сгорела». Когда же, наконец, русский неграмотный народ дождется того, что богатыри послушают людей труда, прорывающих плотину, загораживающую слепому народу доступ в храмину грамоты, в область наук, дающих пищу материальную и духовную.
Оригинальный текст (рус. дореф.)Правда, надо сказать и то, что, съ другой стороны, существуютъ русскіе богатыри, спящіе могучимъ богатырскимъ сномъ, не слыша, не зная и не подозрѣвая, что у нихъ, выражаясь рѣчью дѣдушки Крылова, «деревня между глазъ сгорѣла». Когда же, наконецъ, русскій неграмотный народъ дождется того, что богатыри послушаютъ людей труда, прорывающихъ плотину, загораживающую слѣпому народу доступъ въ храмину грамоты, въ область наукъ, дающихъ пищу матеріальную и духовную.
Однако предыдущий труд Езерского был всецело посвящён вопросу создания алфавита международного, а не русского, что послужило поводом для издания «Новой народной азбуки» (1908):

Но нельзя же связывать судьбы неграмотного русского народа с вопросами международными. Пора и для него облегчить русскую азбуку.Оригинальный текст (рус. дореф.)Но нельзя же связывать судьбы неграмотнаго русскаго народа съ вопросами международными. Пора и для него облегчить русскую азбуку. 

### Упрощение правописания

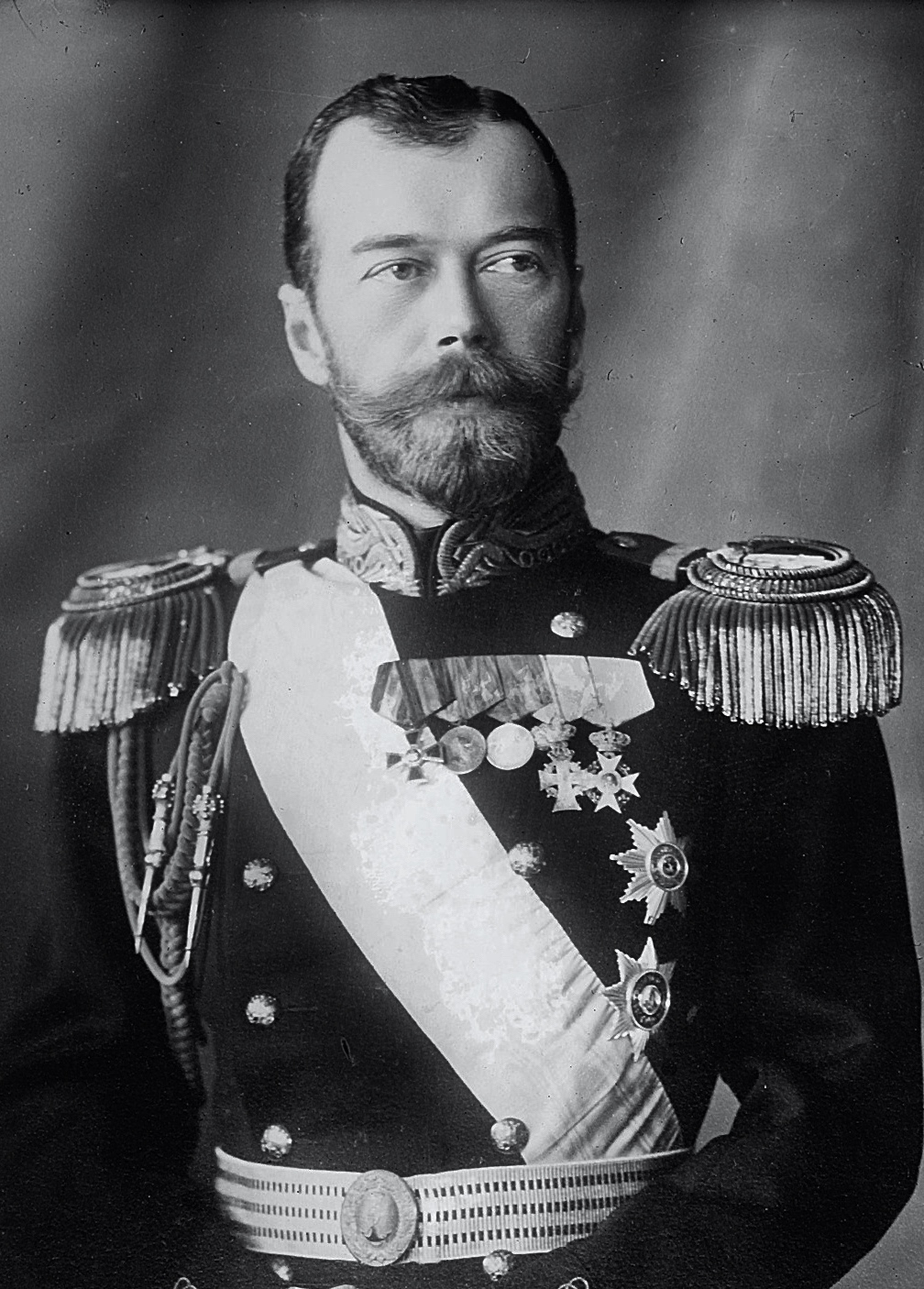
Николай II.

Езерский считал состояние русского дореформенного алфавита неудовлетворительным, а наличие в нём дублетных букв — первым и существенным препятствием на пути всеобщего образования. Он рассматривал алфавит как инструмент достижения научно-технического прогресса, неоднократно повторяя эту мысль в своих работах:

Алфавит — не наука. Буквы его — суть окна, путеводные вехи в науке в обширную область человеческих знаний. Нельзя засаривать эти светочи буквами немыми, комбинационными и разнопроизносимыми.
Оригинальный текст (рус. дореф.)Алфавитъ не наука. Буквы его суть окна, путеводныя вѣхи въ наукѣ въ обширную область человѣческихъ знаній. Нельзя засаривать эти свѣточи буквами нѣмыми, комбинаціонными и разнопроизносимыми.

Автор подразумевал сохранявшуюся в русской азбуке старославянскую архаику, вроде букв Щщ, Ъъ, Ѵѵ и т. д. При этом он подчёркивал успешность двухвекового использования введённой при Петре I гражданской азбуки и рассматривал свой проект как логическое продолжение его преобразований. Езерский пытался снизить символическую ценность алфавитной традиции с путём отсылки к авторитету, который видел больше пользы в реформе алфавита, чем в сохранении наследия Кирилла и Мефодия. Далее Езерский апеллировал к авторитету академика Я. К. Грота, который в своих трудах допускал возможность устранения из неё избыточных букв. Езерский утверждал, что новый алфавит будет использоваться параллельно с существующими системами письма, не заменяя ни церковнославянской, ни «петровской» (гражданской) азбуки, и для отличия от последней даже предлагал назвать свою азбуку «николаевской» — в честь царствовавшего в то время Николая II.
Начало Первой мировой войны и вступление в неё России повлияли и на работы Езерского: на фоне усиления антигерманских настроений, аргументируя необходимость реформы правописания, он наряду с рациональными предложениями стал прибегать к конспирологическим идеям о существовании «немецкого заговора». По его мнению, «сторожевые немцы» в академических кругах и прессе намеренно саботировали реформы правописания, а международные проекты транскрипции (например, австрийская система) являлись инструментом языковой экспансии:

Кроме поля брани на суше, на море и в воздухе, о чем известно всем, немцы стремятся победить Россию и другие народы еще на четвертом поле, о котором мало кто, а вернее сказать почти никто не знает, именно на научном, на почве транскрипции, универсального общенародного алфавита. <…> Тот алфавит, который будет принят, явится всемирной азбукой, всемирным алфавитом и станет господствовать над народами иной транскрипции, иного алфавита.
Оригинальный текст (рус. дореф.)Кромѣ поля брани на сушѣ, на морѣ и въ воздухѣ, о чемъ извѣстно всѣмъ, немцы стремятся побѣдить Россію и др. народы еще на четвертомъ полѣ, о которомъ мало кто, а вѣрнѣе сказать почти никто не знаетъ, именно на научномъ, на почвѣ транскрипціи универсальнаго общенароднаго Алфавита. <…> Тотъ алфавитъ, который будетъ принятъ, явится всемірною азбукою, всемірнымъ алфавитомъ и станетъ господствовать надъ народами иной транскрипціи, иного алфавита.

### Полиграфические требования
Езерский стремился учесть в своём проекте не только эстетический, но и прагматический аспект: новая азбука должна была быть чёткой, красивой и экономичной как в печати, так и в рукописном тексте. Для этого он по возможности старался заменять широкие кириллические буквы на более компактные латинские. В этом контексте автор ссылается на работу другого сторонника реформирования азбуки — К. М. Кадинского, который также был недоволен формой букв гражданского шрифта и приводил следующие рассуждения:

От сокращения букв л, и, т и уничтожения ъ письмо сократилось бы на 15% при том же почерке. Кроме того, что наши буквы широки и занимают много места на письме, они уродливы в начертании и затруднительны на письме, имея изломы в середине строки, как-то: ж, з, л, м, н, ъ, ы, ь, ю, я. Наши буквы еще тем нехороши, что не выдаются из строки, например, в длинном слове «Константинопольского» ни одна буква не выдается из строки кроме начальной прописной, оттого в таких словах легко попадаются опечатки и пропуски слогов.
Оригинальный текст (рус. дореф.)Отъ сокращенія буквъ л, и, т и уничтоженія ъ письмо сократилось бы на 15% при томъ же почеркѣ. Кромѣ того что наши буквы широки и занимаютъ много мѣста на письмѣ, онѣ уродливы въ начертаніи и затруднительны на письмѣ, имѣя изломы въ серединѣ строки, какъ-то: ж, з, л, м, н, ъ, ы, ь, ю, я. Наши буквы еще тѣмъ не хороши что не выдаются изъ строки; напр. въ длинномъ словѣ «Константинопольскаго» ни одна буква не выдается изъ строки кромѣ начальной прописной; оттого въ такихъ словахъ легко попадаются опечатки и пропуски слоговъ.

### Слияние графических систем
Однако, в отличие от Кадинского, проект Езерского не подразумевал полного перевода русского письма на латинскую графику. Также как и в проекте «международного» алфавита Езерский продолжил идею сочетать как латинские, так и кириллические буквы, парадоксальным образом отстаивая, с одной стороны, самобытность русского письма, а с другой — возможность и необходимость универсального алфавита, понятного всему человечеству. Такое объединение, как он считал, позволило бы упростить изучение иностранных языков. Более того, автор проекта полагал, что русский и латинский алфавиты смогут конкурировать друг с другом, а будущее, по его мнению, принадлежит именно «общенародной» русской азбуке:

Народы и племена, нуждающиеся в легкой азбуке, предпочтут одни за другими писать русским алфавитом, потому что буквы его произношения своего не меняют. При всякого рода постановке и при всяком сочетании их, они всегда одинаково произносятся, — достоинство, которое в латинском алфавите отсутствует.
Оригинальный текст (рус. дореф.)Народы и племена, нуждающіеся въ легкой азбукѣ, предпочтутъ одни за другими писать русскимъ алфавитомъ, потому что буквы его произношенія своего не мѣняютъ. При всякаго рода постановкѣ и при всякомъ сочетаніи ихъ, онѣ всегда одинаково произносятся, — достоинство, которое въ латинскомъ алфавитѣ отсутствуетъ.

### Педагогические соображения
Езерский предлагал внедрение новой орфографии с помощью факультатива, делающего более удобным и простым письмо для тех людей, которые пожелают ей воспользоваться. Для этого автор предложил собственный метод обучения грамоте (как детей, так и взрослых), который предполагал, что учащиеся должны будут изучать буквы путём их поиска и подсчёта в уже знакомых им текстах — молитвах, песнях и простых словах. По словам автора, его метод не заменял традиционные подходы, а лишь дополнял их. Езерский включал свои работы дидактические пособия для учителей, куда вошла также небольшая хрестоматия, содержащая ряд классических стихотворений, набранных обычной и реформированной азбукой, даны упражнения для овладения «народной» орфографией на письме и в чтении, а также новый «букварь» с выбранными для каждой буквы базовыми словами и картинками.
По словам критика И. И. Ясинского, такой подход не являлся принципиально новым, да и в целом невозможно разработать такой метод, при котором учащиеся сначала усвоили бы результат обучения, а потом уже его составляющие. Говоря о практических приёмах, предложенным автором для изучения грамоте, то предлагаемый порядок, как полагал рецензент, не уступал остальным.

## Алфавит
|    |    |    |    |
| Aa | Ee | Ii | Oo |
|    |    |    |    |
|    |    |    |    |
| Uu | Бб | Пп | Dd |
|    |    |    |    |
|    |    |    |    |
| Tt | Jj | Шш | Zz |
|    |    |    |    |
|    |    |    |    |
| Ss | Кк | Ll | Мм |
|    |    |    |    |
|    |    |    |    |
| Nn | Rr | Vv | Ff |
|    |    |    |    |
|    |    |    |    |
| Цц | Чч | Гг | Xx |

Езерский сформулировал пять основных принципов нового алфавита, а именно:
1. Каждая буква алфавита должна соответствовать только одному звуку;
2. Каждый «основной» звук должен выражаться только одной буквой;
3. Немые буквы, полиграфы, и буквы, обозначающие более одного звука не допускались;
4. Качество звука должно обозначаться с помощью диакритики;➤
5. Использование особых букв, не входящих в алфавит, допускалось в некоторых случаях (например, на географических картах или книгах с пояснением этих букв на полях).

В стремлении упростить русское правописание автор проекта предложил сократить дореформенный алфавит, исключив из него 12 букв:
- ѣ (ять) во всех случаях заменялась на ė (е с точкой сверху);
- э (оборотное) → ë (e с двумя точками)[комм. 5][комм. 6];
- и (восьмеричное) → i;
- ы (еры) → ï (і с двумя точками);
- й (и краткое) → ĭ (і с краткой);
- я → ȧ (во всех случаях);
- ю → u̇ (во всех случаях);
- ь (ерь) — заменять точкой сверху после согласной буквы;
- ъ (ер) — упразднить[комм. 7];
- щ во всех случаях заменять сочетанием сч;
- ѳ (фита) во всех случаях заменялась на ф;
- ѵ (ижица), которая к тому времени уже практически не употреблялась — упразднить вовсе.

«Народная русская азбука» Езерского представляла собой смешанный кириллическо-латинский алфавит, состоящий из 24 букв:
- 6 букв имевших сходное начертания в обеих системах: a, e, i, o, к, м[комм. 8];
- 6 букв кириллицы: б, п, ц, г, ш, ч;
- 12 латинских: d, f, x, j, l, n, r, s, t, u, v, z.

Начертания букв немного отличались отличия от проекта «международного» алфавита, в частности автор отказался от букв Ww и ⅄ᴧ и в пользу Vv и Xx, а также от кириллических Жж, Зз, Уу заменив её на латинские Jj, Zz, Uu соответственно. Буква Ll на конце слога теперь читалась как твёрдая: bïl («был», а не «быль») и т. д. Помимо этого для каждой буквы были разработаны рукописные варианты (на илл.), отсутствовавшие в исходном проекте. Порядок букв с небольшими перестановками в целом соответствовал таковому в «международном» алфавите, однако в издании 1914 года наряду с ним автор стал использовать более привычный кириллический:
| Прописные буквы | Прописные буквы | Прописные буквы | Прописные буквы | Прописные буквы | Прописные буквы | Прописные буквы | Прописные буквы | Прописные буквы | Прописные буквы | Прописные буквы | Прописные буквы | Прописные буквы | Прописные буквы | Прописные буквы | Прописные буквы | Прописные буквы | Прописные буквы | Прописные буквы | Прописные буквы | Прописные буквы | Прописные буквы | Прописные буквы | Прописные буквы |
| --------------- | --------------- | --------------- | --------------- | --------------- | --------------- | --------------- | --------------- | --------------- | --------------- | --------------- | --------------- | --------------- | --------------- | --------------- | --------------- | --------------- | --------------- | --------------- | --------------- | --------------- | --------------- | --------------- | --------------- |
| A               | Б               | V               | Г               | D               | E               | J               | Z               | I               | K               | L               | M               | N               | O               | П               | R               | S               | T               | U               | F               | Х               | Ц               | Ч               | Ш               |
| Строчные буквы  |                 |                 |                 |                 |                 |                 |                 |                 |                 |                 |                 |                 |                 |                 |                 |                 |                 |                 |                 |                 |                 |                 |                 |
| a               | б               | v               | г               | d               | e               | j               | z               | i               | к               | l               | m               | n               | o               | п               | r               | s               | t               | u               | f               | x               | ц               | ч               | ш               |

В таблице ниже приведены соответствия между буквами русского дореформенного алфавита и «общенародной» азбуки Езерского:
| Русский дореформенный алфавит      | Русский дореформенный алфавит | Русский дореформенный алфавит | Русский дореформенный алфавит | Русский дореформенный алфавит | Русский дореформенный алфавит | Русский дореформенный алфавит | Русский дореформенный алфавит | Русский дореформенный алфавит | Русский дореформенный алфавит | Русский дореформенный алфавит | Русский дореформенный алфавит | Русский дореформенный алфавит | Русский дореформенный алфавит | Русский дореформенный алфавит | Русский дореформенный алфавит | Русский дореформенный алфавит | Русский дореформенный алфавит | Русский дореформенный алфавит | Русский дореформенный алфавит | Русский дореформенный алфавит | Русский дореформенный алфавит | Русский дореформенный алфавит | Русский дореформенный алфавит | Русский дореформенный алфавит | Русский дореформенный алфавит | Русский дореформенный алфавит | Русский дореформенный алфавит | Русский дореформенный алфавит | Русский дореформенный алфавит | Русский дореформенный алфавит | Русский дореформенный алфавит |
| ---------------------------------- | ----------------------------- | ----------------------------- | ----------------------------- | ----------------------------- | ----------------------------- | ----------------------------- | ----------------------------- | ----------------------------- | ----------------------------- | ----------------------------- | ----------------------------- | ----------------------------- | ----------------------------- | ----------------------------- | ----------------------------- | ----------------------------- | ----------------------------- | ----------------------------- | ----------------------------- | ----------------------------- | ----------------------------- | ----------------------------- | ----------------------------- | ----------------------------- | ----------------------------- | ----------------------------- | ----------------------------- | ----------------------------- | ----------------------------- | ----------------------------- | ----------------------------- |
| А                                  | Я                             | Б                             | В                             | Г                             | Д                             | Е                             | Ѣ                             | Э                             | Ж                             | З                             | И                             | І                             | Ы                             | Ѵ                             | К                             | Л                             | М                             | Н                             | О                             | П                             | Р                             | С                             | Т                             | У                             | Ю                             | Ф                             | Ѳ                             | Х                             | Ц                             | Ч                             | Ш                             |
| Проект русского алфавита Езерского |                               |                               |                               |                               |                               |                               |                               |                               |                               |                               |                               |                               |                               |                               |                               |                               |                               |                               |                               |                               |                               |                               |                               |                               |                               |                               |                               |                               |                               |                               |                               |
| A                                  | A                             | Б                             | V                             | Г                             | D                             | Е                             | Е                             | Е                             | J                             | Z                             | I                             | I                             | I                             | I                             | К                             | L                             | M                             | N                             | O                             | П                             | R                             | S                             | T                             | U                             | U                             | F                             | F                             | X                             | Ц                             | Ч                             | Ш                             |

## Диакритика
Алфавит Езерского дополнялся большим количеством диакритических знаков. Для «народной» азбуки автор предполагал использовать ту же систему, которую ранее он разработал для своего проекта «международного» алфавита. Из десяти диакритических знаков для русского языка он предлагал ограничиться лишь четырьмя, а именно:
1. точка сверху:
над согласной: указывала на его мягкость (функциональный аналог мягкого знака);
над гласной: указывала на смягчённое произношение согласной перед /а/ и /у/, однако в отличие от предыдущего проекта использовалась также для выражения йотированных гласных в начале слова и после других гласных, таким образом буквы ⟨ȧ⟩ и ⟨u̇⟩ заменяли собой соответственно кириллические ⟨я⟩ и ⟨ю⟩ во всех случаях (ранее автор предлагал для этих целей использовать черту);
2. две точки сверху[комм. 11] — обозначала твёрдость предшествующей согласной;
3. кратка — для неслогового Іі;
4. циркумфлекс — носовое произношение[комм. 12].

В некоторых случаях (например, точка сверху над буквой Ee, две точки после шипящих и т. д.) диакритика использовалась по этимологическим причинам и не влияла на произношение. Изначально автор планировал размещать знаки непосредственно над буквами, однако уже во втором издании, по совету читателей, перенёс их справа от букв по аналогии с ъ и ь: благодаря такому решению в наборных кассах не требовалось дополнительных букв, таких как: ė, ë, i, ï, ȧ, u̇ и т. д.

## Орфография

Логотип русскоязычной Википедии, записанный алфавитом Езерского.

Свои взгляды на орфографию Езерский изложил в брошюре «Международная азбука», где последовательно отвергал этимологическое правописание, рассматривая его как препятствие для создания универсального алфавита, который, как он считал, совместим только с правописанием фонетическим, то есть «как слышится — так и пишется»: 

Человек всегда будет на стороне облечения своего тяжелого труда. Таков закон природы, и кто пойдет против этого закона, тот, наверное, должен ждать неудачи. Нынешнее этимологическое правописание весьма затруднительно, и если оно еще удерживается до настоящего времени, то только потому, что до сих пор не было предложено ничего достойного для его замены.Оригинальный текст (рус. дореф.)
Однако сама «Новая народная азбука» не отметилась большим число орфографических новшеств. В приведённых примерах автор в целом придерживался принципов устоявшейся на тот момент орфографии, стремясь (насколько это было возможно при перемене алфавита) сохранить привычное носителям языка написание слов. Последовательно устранялись лишь те орфограммы, которые были затронуты удалением из азбуки отдельных букв. В остальном же сохранялись многие книжные особенности дореформенного правописания, а именно:
- сохранялся прямой аналог буквы ять — e˙ (e с точкой сверху);
- падежные окончания -ыя (-ія) вместо современных -ые (-ие), например: мili:a˙ (милыя), zave˙tni:a˙ (заветныя)[55] и т. д.;
- окончания -аго (-яго) в родительном и винительном падежах мужского и среднего рода: бi:strago (быстраго) [56] и т. д.;
- морфологическое написание приставок с конечным /з/, например: бezпечno (безпечно)[57] и т. д.

Некоторые орфограммы из приведённых автором примеров справедливы и для современного правописания, однако в других проектах орфографической реформы они были так или иначе пересмотрены:
- в ряде случаев сохранялся аналог мягкого знака после шипящих: noч˙ (ночь)[58], roj˙ (рожь)[59], liш˙ (лишь)[60], xoчеш˙ (хочешь)[61] и т. д.;
- написания -ы после ц- пишется в падежных окончаниях, например: de˙vіці:-кrasavіці: (девицы-красавицы)[55];
- архаичные окончания -ого (-его), где по традиции буква ⟨г⟩ читается как /в/, например: его, vseго (всего), nечего (нечего) и т. д.;
- отсутствие дифференциации взрывного [ɡ] и фрикативного [ɣ];

В проекте «международного» алфавита Езерский использовал аналог буквы Ёё после согласных — ⟨ȯ⟩, например: Pȯtr (Пётръ), Fȯdor (Ѳёдоръ), Fȯкla (Ѳёкла) и т. д. Сходное решение, основанное на модификации буквы o, применялось в проектах Засядко и Яковлева. Однако в «народной» азбуке никакой специальной роли для ё не отводилось — вместо неё использовалась буква ⟨e⟩, что соответствовало нормам того времени. Роста омографии удавалось избегать за счёт сохранения функционального аналога ятя, например: vse˙ (всѣ), vse (всё) и т. д.

## Примеры
Фрагмент стихотворения Н. М. Языкова «Гора»:
Vzoi˘du von nа etu бezle˙snuu˙ гоru,

Чtо vi:ше окrujni:х, поdобlачni:х гоr:

Duше˙ tам оtrаdnо i vol˙no, а vzoru

Ottuda — veliкii˘, чudesni:i˘ пrоstоr.

Оригинальный текст (рус. дореф.)Взойду вонъ на эту безлѣсную гору,

Что выше окружныхъ, подоблачныхъ горъ:

Душѣ тамъ отрадно и вольно, а взору

Оттуда — великій, чудесный просторъ.
Статья 1 «Всеобщей декларации прав человека»:
| Современная орфография | Дореформенная орфография | Международный алфавит Езерского | Новая народная азбука |
| --- | --- | --- | --- |
| Все люди рождаются свободными и равными в своём достоинстве и правах. Они наделены разумом и совестью и должны поступать в отношении друг друга в духе братства. | Всѣ люди рождаются свободными и равными въ своёмъ достоинствѣ и правахъ. Они надѣлены разумомъ и совѣстью и должны поступать въ отношеніи другъ друга въ духѣ братства. | Wse lu̇di roжdai͞utsȧ swобоdnïмi i rаwnïмi w swоȯм dоstоinstwe i пrаwаᴧ. Оni nаdelеnы rазuмом i sоwest˙i͞u и dоl̈жnï поstuпаt˙ w оtnошеnii druг druга w duᴧe бrаtstwа. | Vse˙ lu˙di rojdau˙tsa˙ svoбodni:мi i ravni:мi v svoeм dostoinstve˙ i пravax. Oni nade˙leni: razuмoм i sove˙st˙u̇ i doljni: пostuпat˙ v otnoшenii druг druгa v duxe˙ бratstva. |

## Сводная таблица
Условные обозначения
 Гласные (5)
 Согласные (19)
| Буква | Буква | Произношение | Произношение | Примеры                                             |
| Буква | Буква | МФА          | Кириллица    | Примеры                                             |
| ----- | ----- | ------------ | ------------ | --------------------------------------------------- |
|       | Aa    | /a/          | /а/          | anгel (ангелъ).                                     |
|       | Бб    | /b/, /bʲ/    | /б/, /б’/    | ⟨б⟩ → ⟨б, бъ⟩: бабuшка (бабушка).                   |
|       | Vv    | /v/, /vʲ/    | /в/, /в’/    | ⟨v⟩ → ⟨в, въ⟩: ve˙si (вѣсы).                        |
|       | Гг    | /ɡ/, /v/     | /г/, /в/     | ⟨г⟩ → ⟨г, гъ⟩: гоrox (горохъ).                      |
|       | Dd    | /d/, /dʲ/    | /д/, /д’/    | ⟨d⟩ → ⟨д, дъ⟩: de˙duшка (дѣдушка).                  |
|       | Ee    | /jɛ/, /ɛ/    | /й’э/, /э/   | eli (ели).                                          |
|       | Jj    | /ʐ/          | /ж/          | ⟨j⟩ → ⟨ж, жъ, жь⟩: jaба (жаба).                     |
|       | Zz    | /z/, /zʲ/    | /з/, /з’/    | ⟨z⟩ → ⟨з, зъ⟩: ziмa (зима).                         |
|       | Іі    | /i/          | /и/          | ⟨i⟩ → ⟨и, і, ѵ⟩: iva (ива).                         |
|       | Кк    | /k/          | /к/          | ⟨к⟩ → ⟨к, къ⟩: коrova (корова).                     |
|       | Ll    | /ɫ/, /lʲ/    | /л/, /л’/    | ⟨l⟩ → ⟨л, лъ⟩: liпa (липа).                         |
|       | Мм    | /m/, /mʲ/    | /м/, /м’/    | ⟨м⟩ → ⟨м, мъ⟩: мама.                                |
|       | Nn    | /n/, /nʲ/    | /н/, /н’/    | ⟨n⟩ → ⟨н, нъ⟩: nojniцi: (ножницы).                  |
|       | Oo    | /o/          | /о/          | osen˙ (осень).                                      |
|       | Пп    | /p/, /pʲ/    | /п/, /п’/    | ⟨п⟩ → ⟨п, пъ⟩: папа.                                |
|       | Rr    | /r/, /rʲ/    | /р/, /р’/    | ⟨r⟩ → ⟨р, ръ⟩: ri:бi: (рыбы).                       |
|       | Ss    | /s, /sʲ/     | /с/, /с’/    | ⟨s⟩ → ⟨с, съ⟩: sani (сани).                         |
|       | Tt    | /t/, /tʲ/    | /т/, /т’/    | ⟨t⟩ → ⟨т, тъ⟩: teta˙ (тетя).                        |
|       | Uu    | /u/          | /у/          | uxo (ухо).                                          |
|       | Ff    | /f/, /fʲ/    | /ф/, /ф’/    | ⟨f⟩ → ⟨ф, фъ, ѳ, ѳъ⟩: filin (филинъ), Fenа˙ (Ѳеня). |
|       | Xx    | /x/          | /х/          | ⟨x⟩ → ⟨х, хъ⟩: xoмut (хомутъ).                      |
|       | Цц    | /t͡s/         | /ц/          | ⟨ц⟩ → ⟨ц, цъ⟩: цve˙ti: (цвѣты).                     |
|       | Чч    | /t͡ɕ/         | /ч’/         | ⟨ч⟩ → ⟨ч, чъ, чь⟩: чasi: (часы).                    |
|       | Шш    | /ʂ/          | /ш/          | ⟨ш⟩ → ⟨ш, шъ, шь⟩: шуба.                            |

1. 1 2  Справедливо для некоторых написаний, см. раздел § Орфография.

## Значение
Езерский использовал различные способы для продвижения своих идей — от академических докладов до педагогических пособий, стремясь заручиться поддержкой как научного сообщества, так и государственных структур. В частности, на X Международном географическом конгрессе, который проходил в 1913 году Риме, он представил свой доклад под названием «Универсальный, общенародный географический алфавит». Помимо прочего Езерский выпустил отдельную работу, посвящённую принципам практической транскрипции иностранных слов и топонимов.
«Народная азбука» смогла привлечь некоторое внимание современников, однако до её внедрения дело не дошло. Несмотря на все обращения Езерского, его проект был отклонён Академией наук. После смерти автора 1915 году проект не получил дальнейшего развития. Некоторые его из предложений Езерского по (например, отказ от избыточных букв) частично пересекались с орфографической реформой 1918 года, однако предложенная им азбука так и не стала ни официальной, ни «общенародной». Все последующие попытки реформирования русской письменности, например советский проект русской латиницы Яковлева, строились уже на иных научных принципах и не учитывали наработок Езерского.
В дальнейшем «Новая народная азбука» стала представлять исключительно исторический интерес и эпизодически упоминалась лишь в работах отдельных языковедов. Современные филологи склонны рассматривать её скорее как курьёз, нежели что-то серьёзное. В частности, филолог А. А. Плетнёва характеризует проект Езерского как «дилетантский», отмечая, что опыты подобного рода не имеют никакого отношения к работам Р. Ф. Брандта, Ф. Ф. Фортунатова, А. А. Шахматова, И. А. Бодуэна де Куртенэ и других учёных. Они лишь демонстрируют, что российское общество находилось в ожидании орфографической реформы, идея которой вышла далеко за пределы академического сообщества.

## Комментарии
1. ↑  В первоисточнике упоминается как «перевёрнутый латинский ипсилон».
2. ↑  В первоисточнике для этой цели используется уменьшенная версия прописной буквы, однако в данной статье по техническим причинам будет использоваться немного иной вариант начертания.
3. ↑  Начертания букв в таблице приведены на основе указаний автора из первоисточника и могут не соответствовать приведённым в ней примерам.
4. ↑  Данное правило описано в тексте работы, однако в приводимых в конце брошюры примерах не соблюдается: в них буква Ll используется для обозначения обоих звуков.
5. ↑  Не следует путать с кириллической «Ёё».
6. ↑  Так заявлено в первоисточнике, однако в приведённых примерах не употребляется.
7. ↑  Примеры слов с ъ в первоисточнике не приводятся.
8. ↑  При этом предпочтение отдавалось кириллическим аналогам.
9. ↑  В издании 1908 года ещё использовалась кириллическая Уу.
10. ↑  Согласно изданию 1914 года. В более ранних используются только первые три из представленного ниже списка.
11. ↑  В последующих изданиях две точки могли располагаться вертикально — одна над другой, при этом отличаясь от знака двоеточия. Однако по техническим причинам здесь и далее в примерах будет использоваться вариант из второго издания 1908 года.
12. ↑  Примеры употребления для русского языка отсутствуют.
13. ↑  В первоисточнике приводится с некоторыми отличиями от оригинала.